# تشارلز روبرتس (لاعب كرة قدم كندية)
تشارلز روبرتس (بالإنجليزية: Charles Roberts)‏ هو لاعب كرة قدم كندية أمريكي، ولد في 3 أبريل 1979 في مونتكلير في الولايات المتحدة.